# Stazione meteorologica di Umbertide
La stazione meteorologica di Umbertide è la stazione meteorologica di riferimento per la località di Umbertide.

## Coordinate geografiche
La stazione meteorologica si trova nell'area climatica dell'Italia centrale, nell'Umbria, in provincia di Perugia, nel comune di Umbertide, a 247 metri s.l.m. e alle coordinate geografiche 43°18′N 12°19′E.

## Dati climatologici
In base alla media trentennale di riferimento 1961-1990, la temperatura media del mese più freddo, gennaio, si attesta a +4,0 °C; quella del mese più caldo, luglio, è di +22,2 °C .
| Umbertide          | Mesi | Mesi | Mesi | Mesi | Mesi | Mesi | Mesi | Mesi | Mesi | Mesi | Mesi | Mesi | Stagioni | Stagioni | Stagioni | Stagioni | Anno |
| Umbertide          | Gen  | Feb  | Mar  | Apr  | Mag  | Giu  | Lug  | Ago  | Set  | Ott  | Nov  | Dic  | Inv      | Pri      | Est      | Aut      | Anno |
| ------------------ | ---- | ---- | ---- | ---- | ---- | ---- | ---- | ---- | ---- | ---- | ---- | ---- | -------- | -------- | -------- | -------- | ---- |
| T. max. media (°C) | 9,0  | 11,7 | 14,8 | 17,9 | 23,4 | 27,7 | 30,9 | 30,3 | 24,0 | 20,0 | 14,7 | 9,9  | 10,2     | 18,7     | 29,6     | 19,6     | 19,5 |
| T. min. media (°C) | −0,9 | 0,7  | 3,0  | 5,5  | 8,4  | 12,2 | 13,6 | 13,5 | 10,1 | 7,8  | 4,7  | 1,2  | 0,3      | 5,6      | 13,1     | 7,5      | 6,7  |